# Paul Temple (Fernsehserie)
Paul Temple ist eine britisch-deutsche Fernsehserie, die ursprünglich zwischen 1969 und 1971 auf BBC One ausgestrahlt wurde. 52 Episoden wurden über vier Staffeln gesendet, wobei jede Episode eine Laufzeit von ca. 50–60 Minuten hatte. Erstausstrahlung im ZDF war der 1. Februar 1972.

## Inhalt
Die Serie zeigt Francis Matthews als Paul Temple, den von Francis Durbridge geschaffenen fiktiven Detektiv, der diverse Verbrechen mit der Unterstützung seiner Frau Steve (Ros Drinkwater) aufklärt.

## Figuren
- Francis Matthews: Paul Temple
- Ros Drinkwater: Steve Temple
- June Ellis: Kate Balfour
- George Sewell: Sammy Carson
- Blake Butler: Eric
- Derek Martin: Paddy

In der deutschen Synchronfassung wurden Paul und Steve Temple von Gert Günther Hoffmann und Margot Leonard gesprochen. Die aus der Hörspielserie bekannten Personen des Dieners der Temples, Charly, und Sir Graham Forbes, Chef von Scotland Yard, kommen hier nicht vor.

## Episodenliste
Hinweis: Bei den Daten zur Erstausstrahlung (EA) werden ab Staffel 2 zunächst die deutschen Erstsendedaten genannt.

### Staffel 1
- 01: Peter Miller: Who Dies Next – Regie: Douglas Camfield (EA: 23. November 1969)
- 02: John Roddick: Message from a Dead Man – Regie: Paul Ciappessoni (EA: 30. November 1969)
- 03: David Ellis: There Must Be a Mr. X – Regie: Eric Hills (EA: 7. Dezember 1969)
- 04: Cyril Abraham: Missing Penny – Regie: Tina Wakerell (EA: 14. Dezember 1969)
- 05: John Tully: The Man Who Wasn’t There – Regie: Douglas Camfield (EA: 21. Dezember 1969)
- 06: David Chantler: Which One of Us Is Me? – Regie: Paul Ciappessoni (EA: 28. Dezember 1969)
- 07: David Ellis: Inside Information – Regie: Tina Wakerell (EA: 4. Januar 1970)
- 08: John Tully: The Masked Lady – Regie: Rex Tucker (EA: 11. Januar 1970)
- 09: David Chantler: Swan Song for Colonel Harp – Regie: Tina Wakerell (EA: 18. Januar 1970)
- 10: John Tully: Mr Wallace Predicts – Regie: Eric Hills (EA: 25. Januar 1970)
- 11: John Tully: Letters from Robert – Regie: Prudence Fitzgerald (EA: 1. Februar 1970)
- 12: Cyril Abraham: The Man from the Sea – Regie: Philip Dudley (EA: 8. Februar 1970)
- 13: David Whitaker: The Victim – Regie: Douglas Camfield (EA: 15. Februar 1970)

### Staffel 2
- 14: Derrick Sherwin: Das Gangsterspiel (Right Villain) – Regie: Ken Hannam (EA: 29. Februar 1972/5. April 1970)
- 15: Bill Strutton: Die Zigarre (Kill or Cure) – Regie: Christopher Barry (EA: 20. Juni 1972/12. April 1970)
- 16: John Gould: Die seltsamen Spiele des Mr. Hill (Games People Play) – Regie: Philip Dudley (EA: 26. Juni 1973/19. April 1970)
- 17: Bill Strutton: Die Kunstliebhaber (The Artnappers) – Regie: Ken Hannam (EA: 11. April 1972/26. April 1970)
- 18: Moris Farhi:	Der Mann von Batu (The Black Room) – Regie: Christopher Barry (EA: 17. Oktober 1972/3. Mai 1970)
- 19: Michael Chapman: Der Apollo von Arezo: Teil 1 (Antique Death: Part 1) – Regie: John Matthews (EA: 2. Juli 1972/10. Mai 1970)
- 20: Michael Chapman: Der Apollo von Arezo: Teil 2 (Antique Death: Part 2) – Regie: John Matthews (EA: 4. Juli 1972/17. Mai 1970)
- 21: Jeremy Burnham: Der Schriftstellerkongreß (Double Vision) – Regie: Ken Hannam (EA: 6. Juni 1972/24. Mai 1970)
- 22: Bill Strutton: Gina (Steal a Little Happiness) – Regie: Philip Dudley (EA: 1. August 1972/28. Juni 1970)
- 23: John Tully: Ein Koffer für Geoffrey (The Suitcase) – Regie: John Matthews (EA: 15. August 1972/5. Juli 1970)
- 24: David Roberts: Mord in München: Teil 1 (Murder in Munich: Part 1) – Regie: Michael Ferguson (EA: 23. April 1972/12. Juli 1970)
- 25: David Roberts: Mord in München: Teil 2 (Murder in Munich: Part 2) – Regie: Michael Ferguson (EA: 25. April 1972/19. Juli 1970)
- 26: Paul Erickson: Der Juwelenstar (Re-take) – Regie: Douglas Camfield (EA: 14. November 1972/26. Juli 1970)

### Staffel 3
- 27: David Roberts: Das Haus des Todes (House of the Dead) – Regie: George Spenton-Foster (EA: 28. März 1972/10. Januar 1971)
- 28: David Roberts: Die Yacht des Ingmar Hansen (Sea Burial) – Regie: Ronald Wilson (EA: 15. Mai 1973/17. Januar 1971)
- 29: Michael J. Bird: Nachtexpress nach Inverness (Night Train) – Regie: Douglas Camfield (EA: 14. März 1972/24. Januar 1971)
- 30: Lindsay Galloway: Corrida (Corrida) – Regie: Ken Hannam (EA: 19. September 1972/7. Februar 1971)
- 31: John Lucarotti: Der Schatz des Grafen (Death for Divers’ Reasons) – Regie: Ken Hannam (EA: 28. November 1972/14. Februar 1971)
- 32: Lindsay Galloway: Griechische Tragödie (A Greek Tragedy) – Regie: George Spenton-Foster (EA: 9. Januar 1973/21. Februar 1971)
- 33: Michael Winder: Wenn die Lieferanten kommen (The Specialists) – Regie: Eric Price (EA: 18. Juli 1972/28. Februar 1971)
- 34: Dennis Spooner: Zwei Herren aus England (Has Anybody Here Seen Kelly?) – Regie: Eric Price (EA: 23. Mai 1972/7. März 1971)
- 35: Jeremy Burnham: Die Gasmörder (Requiem for a Don) – Regie: Christopher Barry (EA: 1. Februar 1972/14. März 1971)
- 36: David Simon: Treffpunkt Motel (Motel) – Regie: Simon Langton (EA: 20. März 1973/21. März 1971)
- 37: David Simon: Quiz auf dem Prüfstand (Cue Murder!) – Regie: George Spenton-Foster (EA: 9. Mai 1972/28. März 1971)
- 38: Wolf Rilla: Seltsame Faschingspiele (Death of Fasching) – Regie: Viktor Ritelis (EA: 3. April 1973/4. April 1971)
- 39: Patrick Alexander: Ein hoher Einsatz (Catch Your Death) – Regie: Frank Cox (EA: 10. Juli 1973/11. April 1971)

### Staffel 4
- 40: Jeremy Burnham: Schnitzeljagd (Paper Chase) – Regie: George Spenton-Foster (EA: 24. Juli 1973/9. Juni 1971)
- 41: David Ellis: Ein Köder für die Polizei (Death Sentence) – Regie: Douglas Camfield (EA: 29. Mai 1973/16. Juni 1971)
- 42: Marc Brandel: Cresta Run und Kaffeebohnen (Ricochet) – Regie: Darrol Blake (EA: 6. Februar 1973/23. Juni 1971)
- 43: Victor Canning: Wenn die Figuren lingsrum laufen (With Friends Like You, Who Needs Enemies?) – Regie: Michael Ferguson (EA: 31. Oktober 1972/30. Juni 1971)
- 44: Lindsay Galloway: Ein Band für Sokrates (Party Piece) – Regie: Ken Hannam (EA: 29. August 1972/7. Juli 1971)
- 45: Derry Quinn: Schwarze Magie (The Quick and the Dead) – Regie: George Spenton-Foster (EA: 17. April 1973/14. Juli 1971)
- 46: John Lucarotti: Blüten und Bananen (The Man Who Forged Real Money) – Regie: Ken Hannam (EA: 31. Juli 1973/21. Juli 1971)
- 47: Wolf Rilla: Das Problem des Herrn von Leverkühn (A Family Affair) – Regie: David Maloney (EA: 12. Dezember 1972/28. Juli 1971)
- 48: John Tully: Ein Fall für Steve (The Guilty Must Die) – Regie: Douglas Camfield (EA: 6. März 1973/4. August 1971)
- 49: Jeremy Burnham: Spiel, Satz und Sieg (Game, Set and Match) – Regie: Darrol Blake (EA: 15. Februar 1972/11. August 1971)
- 50: John Wiles: Beinahe ein Western (Long Ride to Red Gap) – Regie: George Spenton-Foster (EA: 12. Juni 1973/18. August 1971)
- 51: Donald James: Phantompferde (Winner Take All) – Regie: Christopher Barry (EA: 3. Oktober 1972/25. August 1971)
- 52: Edward Boyd: Chinesische Primeln (Critics Yes! But This Is Ridiculous!) – Regie: Michael Ferguson (EA: 20. Februar 1973/1. September 1971)

## Bekannte Gastdarsteller (Auswahl)
- Terence Alexander
- Jean Anderson
- Bernard Archard
- Roland Astor
- George Baker
- Caroline Blakiston
- Dieter Borsche
- John Boswall
- Peter Carsten
- Michael Cramer
- Derek Benfield
- Barry Dennen
- Bruno Dietrich
- David Dundas
- Patrick Durkin
- Avril Elgar
- Wolf Frees
- Joseph Fürst
- Michael Gahr
- Jimmy Gardner
- Brian Glover
- Julian Glover
- Walter Gotell
- Patrick Godfrey
- Michael Gothard
- Kenneth Griffith
- Ilona Grübel
- Prentis Hancock
- David Healy
- Jack Hedley
- Donald Houston
- Christiane Krüger
- Catherine Lacey
- Beatrix Lehmann
- Angus Lennie
- Philip Madoc
- Georg Marischka
- Monique Messine
- Isa Miranda
- Garfield Morgan
- Russell Napier
- Patrick Newell
- Kate O’Mara
- Maria Perschy
- Wolf Petersen
- Eric Pohlmann
- George Pravda
- Wolfgang Preiss
- Oscar Quitak
- Corin Redgrave
- Moira Redmond
- Angharad Rees
- Walter Rilla
- Wolf Rilla
- Madge Ryan
- Catherine Schell
- Ingeborg Schöner
- Cyril Shaps
- Michael Sheard
- Barbara Shelley
- Milo Sperber
- Tony Steedman
- Patrick Troughton
- Robert Urquhart
- Tamara Ustinov
- Marie Versini
- Wolfgang Völz
- Dennis Waterman
- Noel Willman

## Hintergrund
Die 13 Folgen der ersten Staffel wurden ausschließlich von der BBC produziert, wobei alle Episoden in Großbritannien angesiedelt sind. Die erste Episode wurde im November 1969 ausgestrahlt und war eine der ersten Sendungen, die auf BBC1 in Farbe ausgestrahlt wurde.
Beginnend mit Staffel 2 wurde die Serie eine Koproduktion der BBC und dem ZDF. Viele der Episoden spielten nun  in Westdeutschland, Frankreich, Malta und anderen Orten.
Laut Francis Matthews wurden sowohl Paul als auch Steve Temple zu einer Art Mode-Ikonen und kreierten einen Stil, der in anderen Fernsehserien nachgeahmt werden sollte. Geplant waren fünf Jahre Laufzeit, aber trotz ihrer Beliebtheit, insbesondere in Westdeutschland, zog sich die BBC nach zwei Jahren vorzeitig zurück.
Francis Durbridge schrieb selbst auch einige Bücher zur Serie, die alle nie verfilmt wurden und 2024 in deutscher Übersetzung unter dem Titel Paul Temple: Mord in Serie veröffentlicht wurden.

## Sonstiges
Die BBC hat Paul Temple nie wiederholt. Die Serie litt schwer unter der Archivbereinigung der BBC in den 1970er Jahren. Von den 52 Episoden sind heute nur noch 16 in den BBC-Archiven erhalten, davon 11 in Farbe, diese wurden in den 1990er Jahren auf UK Gold erneut ausgestrahlt. 25 Episoden aus den ersten beiden Staffeln wurden gelöscht, damit die (damals teuren) Bänder wiederverwendet werden konnten. Die einzigen Folgen, die existieren, sind die letzten fünf Episoden der vierten Staffel, die in Schwarzweiß produziert wurden.
Das Bildmaterial einiger der 36 fehlenden Episoden ist in den ZDF-Fernseharchiven erhalten geblieben. Sie stammen aus den Staffeln 2 bis 4, die von BBC-ZDF koproduziert wurden, haben aber nur deutschsprachige Tonspuren.

## DVD
Im Juli 2009 veröffentlichte Acorn Media die 11 farbigen Episoden auf DVD und im April 2012 eine DVD mit den letzten fünf Episoden.
Im August 2013 veröffentlichte Acorn Media alle 16 bisher erschienenen Episoden (11 in Farbe und fünf in Schwarzweiß) auf DVD mit dem Titel: Paul Temple: Die vollständige Sammlung.
Im Mai 2016 erschien die Serie im deutschsprachigen Raum auf DVD. Diese Veröffentlichung deckt alle Episoden der zweiten und dritten Staffel sowie die meisten Episoden der vierten Staffel in drei verschiedenen Boxsets ab.